# 飲酒運転

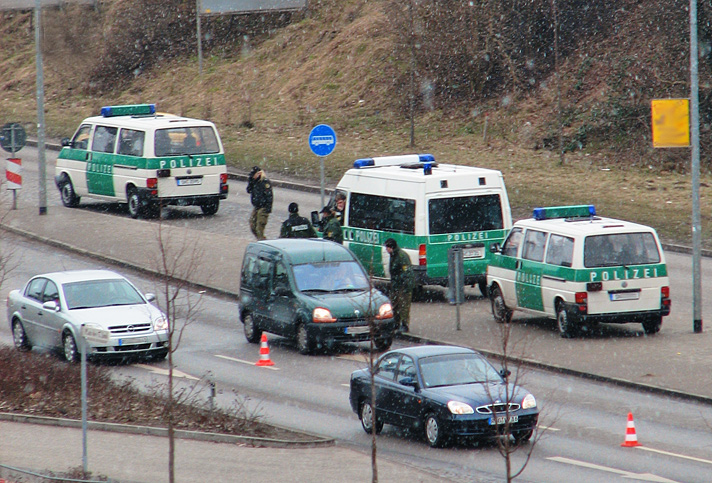
飲酒運転を見つけるための検問（ドイツ）

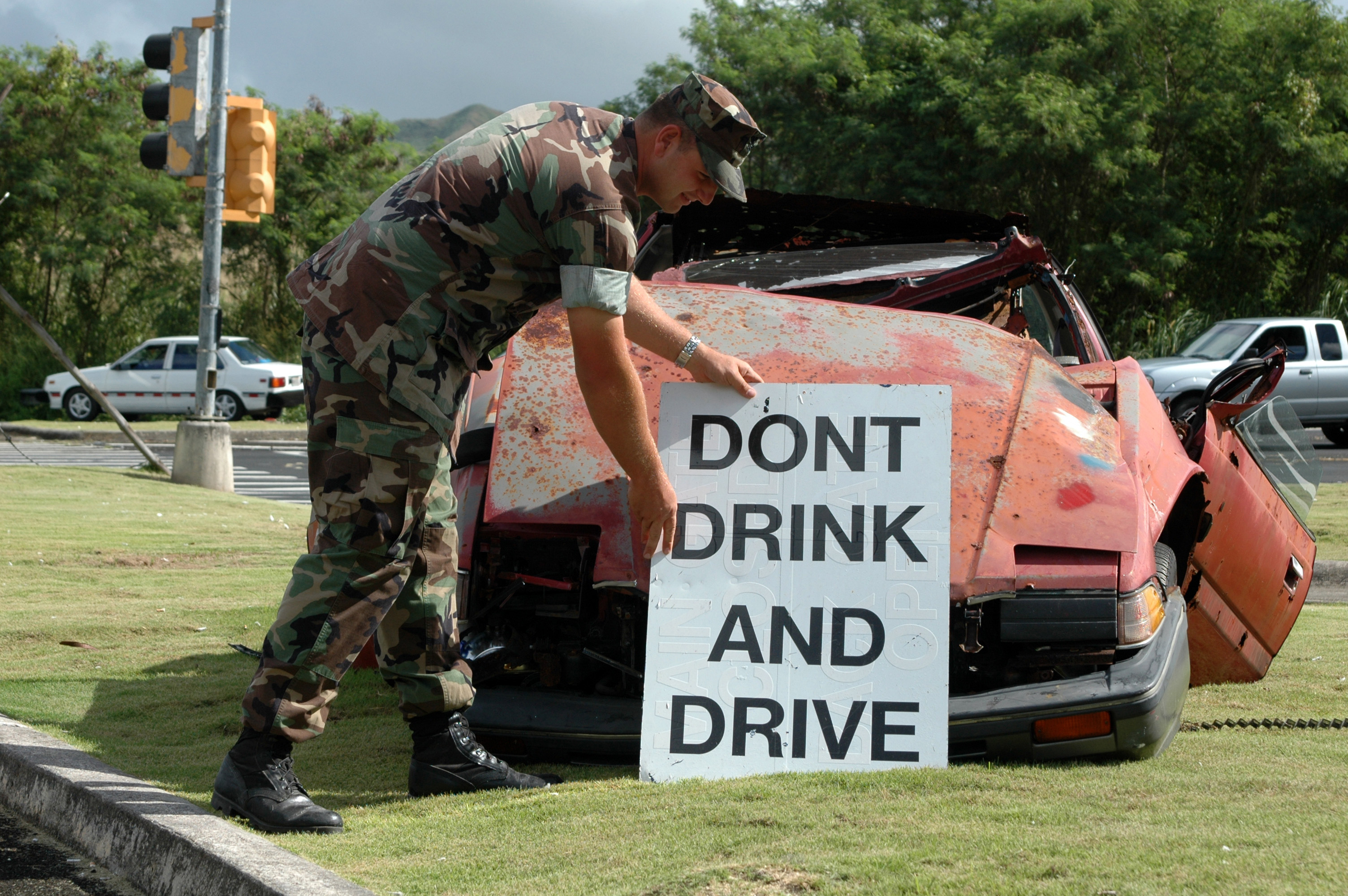
英語で「飲んだら乗るな」と書かれたアメリカ海軍基地におけるサインと事故車両（グアム）

飲酒運転（いんしゅうんてん）は、飲酒後にそのアルコールの影響がある状態で自動車などの車両を運転する行為をいう。同様な状況で他の交通手段を操縦する場合は飲酒操縦（いんしゅそうじゅう）といい、船舶（飲酒操船）、鉄道車両、航空機などが該当する。
日本の交通法規による規制により、飲酒等により血中または呼気中のアルコール濃度が一定数値以上の状態で運転または操縦することを特に酒気帯び運転（しゅきおびうんてん）または酒気帯び操縦（しゅきおびそうじゅう）といい、数値に関係なく運転（操縦）能力を欠く状態での運転を特に酒酔い運転（さけよいうんてん）または酒酔い操縦（さけよいそうじゅう）という。そのほか、酔っ払い運転という俗称もある。

## 概要

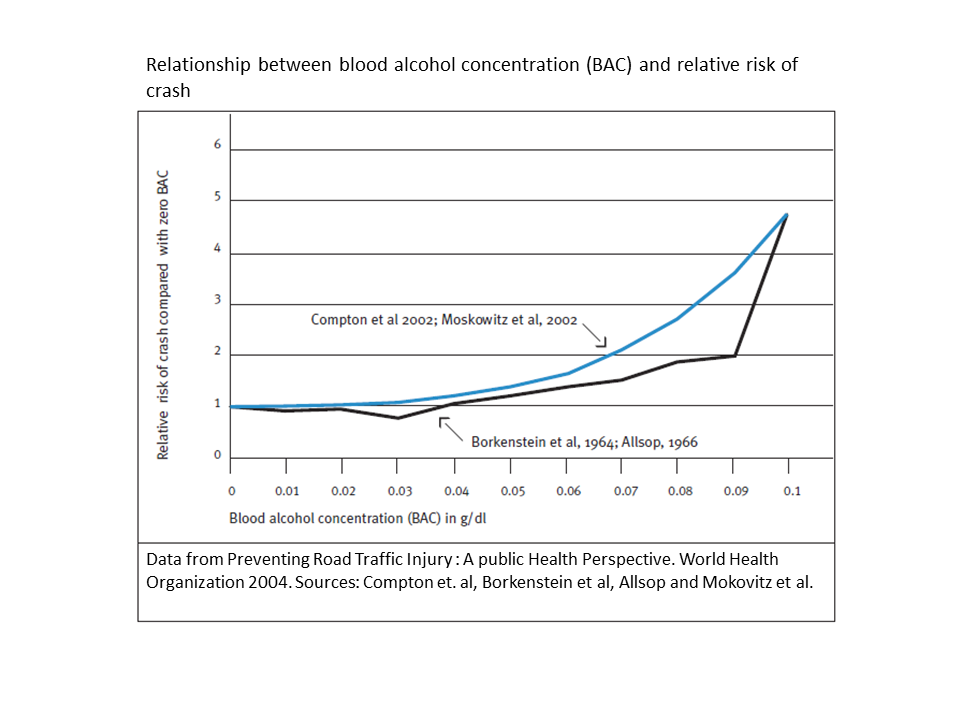
血中アルコール濃度と事故リスクの相関性を示すグラフ

酒に含まれるエタノールは、中枢神経系に作用し脳の神経活動を抑制（麻酔作用）する物質であり、飲酒によって運動機能の低下、理性・自制心の低下、動体視力・集中力・認知能力・状況判断力の低下等を生じることになる。そもそも自動車は免許制をとっていることにも表れているように、通常時においても操作を誤れば死傷者が生じる危険があるものであり、飲酒によって様々な能力が低下している状態で運転すれば多数の犠牲者を出しかねない、大きな危険をともなう行為である。こうした危険を回避する為、多くの国においてはアルコールの影響下にある状態での運転を禁ずる、もしくは制限する法律が作られている。
日本においては、道路交通法第65条第1項で「何人も、酒気を帯びて車両等を運転してはならない」と規定されており、違反は厳しい取締りの対象となる。同法上の「車両等」には自動車、オートバイや原付バイクだけでなく自転車などの軽車両、さらにトロリーバス、路面電車、牛馬なども含まれる。なお、道路交通法の飲酒運転の禁止が適用される場所は道路交通法に言う「道路」上に限られる。ただし、道路交通法と異なり、自動車の運転により人を死傷させる行為等の処罰に関する法律にはこのような限定はない。
また、医薬品、医療機器等の品質、有効性及び安全性の確保等に関する法律の適用を受ける医薬品に該当する健康酒（養命酒などの薬用酒）であっても、アルコールを含有するため、飲酒に該当する恐れがあるので、車（オートバイ、自転車も含む）を運転する前に、健康酒を飲用することも、飲酒運転に該当する。
鉄道車両の場合には、鉄道に関する技術上の基準を定める省令第11条第3項、軌道運転規則第6条の2第2項、無軌条電車運転規則第2条の2第2項により、航空機については航空法第70条に、船舶等については船舶職員及び小型船舶操縦者法第23条の36第1項により、飲酒操縦が禁止されている。プレジャーボートなど小型船舶や水上オートバイ（水上バイク）の飲酒操縦を小型船舶操縦者法では禁止はしていても処罰規定がないため、条例で罰則を設ける地方自治体が増えつつある。

## 歴史
飲酒の文化、乗り物の文化の歴史は有史以前にまで遡るものの、記録に残る限りでは、酒に酔った状態で馬に乗ったり馬車の御者を務めることを禁じる法律は近代になるまで登場しない。人類史においてごく最近まで、地球上の多くの地域で清潔な浄水を十分に入手・保存することは困難であり、アルコールは保存のきく安全な飲料であったため、節度を保った飲酒であれば乗り物の操縦をしても問題とは見なされなかった。文学など文字史料や絵画などでも、酔った御者が度々登場する。
酩酊状態で乗り物を操縦することが社会問題となるのは、19世紀後半になって個人で所有可能なスピードの速い自動車が発明・普及した時代以降のことである。記録に残る人類最初の飲酒運転の逮捕者は、1897年、英国の首都ロンドンでタクシー運転手をしていたジョージ・スミスという男である。スミスは飲酒運転中に建物に衝突し、最終的に有罪を宣告され、25シリングの罰金刑を受けた。
米国ではニューヨーク州において全米で初めて1910年に飲酒運転禁止法が成立した。このような初期の法律では、酩酊状態での運転が禁じられていたものの、具体的なアルコールの摂取量についての定量的な基準は存在しなかった。判定の方法は、事故発生後に医師が運転手を観察・検査することによるもので、医師の主観に大きく依存していた。1930年代半ばに、現在でも使用されている呼気アルコール検査の原理が発明された。1938年、米国の医療関係者と交通当局は、血中アルコール濃度0.15%を運転禁止の基準とすることを提案したHistory of DUI Laws。

### 日本における歴史
第二次世界大戦前には、内務省令である道路取締と自動車取締令が車馬の通行方法と自動車の運転手免許などについて定めていたものの、飲酒運転についての規定は存在しなかった。第二次世界大戦後、日本国憲法の制定により内務省令による規制が失効したことから、1947年に旧道路交通取締法が制定された法律第百三十号（昭二二・一一・八）道路交通取締法が、旧道交法にも、飲酒運転を禁止する規定は存在しなかった。日本において飲酒運転が法律上明文で禁止されたのは、1960年の道路交通法改正の際である。この法律により、呼気1リットルに対し0.25mg以上の状態での運転が禁止された。当時の酒気帯び運転違反に対する刑罰は、「二年以下の懲役又は十万円以下の罰金」であった。その後、21世紀に入り段階的に厳罰化が進んでいる。

## 日本における飲酒運転

### 飲酒運転に関する日本の法律

#### 飲酒運転の種類
日本の道路交通法においては、車両等の飲酒運転による罰則について、酒気帯び運転（しゅきおびうんてん）と酒酔い運転（さけよいうんてん）の2種類に分類している。
- 酒酔い運転は、アルコール濃度の検知値には関係なく、「アルコールの影響により正常な運転ができないおそれがある状態」である場合がこれに該当する。具体的には、直線の上を歩かせてふらつくかどうか、視覚が健全に働いているか、運動・感覚機能が麻酔されていないか、言動などから判断・認知能力の低下がないかなどの点が総合的に判断される。一般に認識が薄いが、軽車両（自転車を含む）の運転についても違法であり、刑事罰の対象となる。
- 酒気帯び運転は、血中アルコール濃度（またはそれに相当するとされる呼気中アルコール濃度）が、一定量に達しているかという、形式的な基準で判断される。このような判断基準の違いから、運転者の体質[注釈 3]によっては、酒気帯びに満たないアルコール量でも酒酔い運転に該当することは考えられる。この範囲の軽車両（自転車を除く）の運転について、違法ではあるが、基本的に罰則規定はない。

#### 行政処分
酒気帯び運転は、2009年（平成17年）6月1日以降は、呼気中アルコール濃度0.15 mg以上で違反点数13点、0.25 mg以上で違反点数25点と、少量の酒気を帯びた運転であっても重い運転免許の行政処分が課されるようになっている。
2002年（平成14年）5月31日までは呼気中アルコール濃度0.25 mg以上で違反点数6点、同年6月1日から2009年（平成17年）5月31日までは、0.15 mg以上で違反点数6点、0.25 mg以上で違反点数13点であった。
また、1つの行為で道路交通法の複数の規定に違反することとなった場合には通常、最も重い行為の違反点数などが適用されるが、酒気帯び運転時に違反または事故を起こした場合には、酒気帯び点数が（実質的に）加重された違反点数が適用される。そのため、酒気帯び（0.15 mg以上0.25 mg未満）の状況では、違反が重大とはいえない場合であっても、それが初めての違反であったとしても、即座に免許の取消しに該当する場合がある。
酒酔い運転は、2007年（平成19年）6月1日以降は35点となっている。即座に免許の取消になるだけでなく（無免許運転の場合は免許拒否）、免許の欠格期間（再受験の不可）も大幅に長期にわたることになった。累積点数35点の場合、前歴が無くても（免許取得していなくても）欠格期間は最低3年にわたる、また特定違反行為による処分であるため最長の場合で欠格期間10年になる場合もある。
2002年（平成14年）5月31日までは違反点数15点、同年6月1日から2007年（平成19年）5月31日までは25点であった。
| 違反行為の種別 | 点数 |
| --- | ---- |
| 酒酔い運転 | 35   |
| 酒酔い＋無免許運転 | 35   |
| 酒気帯び運転（0.25以上）35点以上適用の違反以外一律                                                                                      | 25   |
| 酒気帯び＋無免許運転 | 25   |
| 酒気帯び（0.15以上0.25未満）速度超過（50 km/h以上）                                                                                     | 19   |
| 酒気帯び（0.15以上0.25未満）速度超過（30（高速40）km/h以上50km/h未満）                                                                  | 16   |
| 酒気帯び（0.15以上0.25未満）積載物重量制限超過（大型車等10割以上）                                                                      | 16   |
| 酒気帯び（0.15以上0.25未満）積載物重量制限超過（大型車等5割以上10割未満、普通車等10割以上）                                             | 15   |
| 酒気帯び（0.15以上0.25未満）速度超過（25 km/h以上30（高速40）km/h未満）                                                                 | 15   |
| 酒気帯び（0.15以上0.25未満）積載物重量制限超過（大型車等5割未満、普通車等10割未満）                                                     | 14   |
| 酒気帯び（0.15以上0.25未満）速度超過（25 km/h未満）                                                                                     | 14   |
| 酒気帯び（0.15以上0.25未満）その他の通常時は1点・2点の違反行為                                                                          | 14   |
| 酒気帯び運転（0.15以上0.25未満） | 13   |
| 「0.25以上・未満」は呼気中アルコール濃度0.25 mg以上・未満。なお「その他の通常時は1点・2点の違反行為」には放置駐車違反などは含まれない。 |      |

なお、自動車の使用者（安全運転管理者なども含む）が運転者に飲酒運転を下命しまたは容認して運転者が飲酒運転をした場合には、6カ月間当該自動車を運転禁止処分とする行政処分も出される。

#### 刑事罰
2007年（平成19年）9月19日の道路交通法改正施行により、酒酔い運転の罰則が「5年以下の懲役又は100万円以下の罰金」、酒気帯び運転の罰則が、「3年以下の懲役又は50万円以下の罰金」へとさらに厳罰化された。また、飲酒検知を拒否した場合も「3年以下の懲役又は50万円以下の罰金」と強化された。
自動車の運転に関し、運転者に飲酒運転を下命しまたは容認した、自動車の使用者（安全運転管理者、運行管理者なども含む）も処罰される。
なお、この改正により、飲酒運転をするおそれがある者への車両または酒類の提供をした者や、その者に同乗しまたは運送を要求した者も、個別に処罰されることとなった（後述）。
自転車の酒気帯び運転についても、2024年（令和6年）11月1日の道路交通法改正施行により同様の罰則が適用されるようになった。

##### 交通事故の場合
飲酒検問でなく交通事故の発生により酒酔い・酒気帯び運転の事実が発覚しまたは確認された場合には、より厳重な罰則が適用される。
例として、死亡事故を起こした場合において酒酔い運転だった場合には違反点数55点が科せられ、道路交通法第88条第1項に定める運転免許試験受験の欠格期間が7年となる。
人を死傷させ人身事故になった場合、以前は刑法の業務上過失致死傷罪で最高でも懲役5年だったが、その後自動車の運転により人を死傷させる行為等の処罰に関する法律（自動車運転死傷行為処罰法）が適用される様に法改正された。
- 危険運転致死傷
  - アルコール又は薬物の影響により正常な運転が困難な状態で自動車を走行して事故を起こした場合、負傷の場合で15年以下の懲役、致死の場合で1年以上の有期懲役、さらに無免許の場合には6月以上の有期懲役となる。
  - アルコール又は薬物の影響により走行中に正常な運転に支障が生じるおそれがある状態で自動車を運転して事故を起こした場合、負傷の場合で12年以下の懲役、致死の場合で15年以下の懲役となる。さらに、無免許の場合には負傷の場合で15年以下の懲役、致死の場合で6月以上の有期懲役となる。
- 過失運転致死傷アルコール等影響発覚免脱
  - アルコール又は薬物の影響により走行中に正常な運転に支障が生じるおそれがある状態で自動車を運転して事故を起こした場合、更にアルコール又は薬物を摂取したり、その場を離れて身体に保有するアルコール又は薬物の濃度を減少させたりして、アルコール又は薬物の影響があったことの発覚を免れようとした場合、12年以下の懲役、さらに無免許の場合には15年以下の懲役となる。

#### 民事責任
飲酒運転により事故を起こした場合、交通事故の損害賠償の過失割合について、通常よりも飲酒運転者の過失が大きく認定される。
自動車保険では、飲酒運転をした運転手のケガや車両の損害に対しては、保険金が支払われないことがある。
事故を起こした運転者に使用者がある場合は、使用者責任を問われ、連帯して賠償責任に服するのが通例である。なおこれは自動車の運行供用者責任とは別個である。

#### 社会的制裁
後述の福岡飲酒運転事故以降、民間企業・公務員は、飲酒運転やそれを知りつつ黙認（共同不法行為）した社員や職員は、原則として懲戒解雇・懲戒免職とする所が多くなっている（業種・職種および勤務時間内・勤務外、事故の有無を問わず、解雇や免職の対象となるところが多い）。
飲酒運転の厳罰化により、地方の飲食店の経営が成り立たなくなり（「地方の疲弊」）、不況の原因の一端となっている事から、厳罰化を見直すべきと主張している者もいる。また、飲食店側も、こうしたことを理由に挙げ、来店者に対し、来店手段を敢えて聞かないケースも見受けられる。
彦根市の例では、飲酒運転が発覚した場合には停職・免職など厳格に処分するとしながらも、公務外（勤務時間外）の違反や事故の報告は義務付けないとした。これを不祥事の隠蔽体質として批判する向きがある一方、『何人も、自己に不利益な供述を強要されない』と定めた憲法第38条の趣旨から、強制することは違憲であり、市への報告は職員自らが道義的に判断すべきとの意見がある。
山梨県では、飲酒運転およびそれに関連した事故により逮捕・検挙される事例が昔から相次いでいる。1976年（昭和51年）には飲酒運転の摘発が相次ぎ、5月までに県職員、市町村職員が9人も逮捕された。この中には学校新任職員歓迎会後に職員が飲酒運転でひき逃げを行い、学校ぐるみで隠ぺいが行われたケースもあった。これを契機に県全体で厳罰化（当時としては異例の停職、減給）の方針が打ち出されたが、その後もなくなることは無かった。2006年（平成18年）9月19日に身延町教育委員長が酒気帯び運転で検挙されたが、その記事を書いた朝日新聞甲府総局記者も同じ日に酒気帯び運転で検挙されている（翌20日に発覚）のをはじめ、2015年（平成27年）5月8日には山梨放送営業企画部部長、同年7月8日には甲府市市議会議員、2016年2月17日には日本年金機構甲府所長、2017年6月15日には山梨県庁主幹、2017年7月15日には山梨県警察警部補が酒気帯びを原因とした当て逃げや物損事故を起こしているが、いずれも辞職しまたは免職処分を受けている。
社会的制裁に係る処分について裁判で争われたケースもある。2007年（平成19年）5月、山形県議会議員が飲酒運転で摘発された。その後、県議会が全会一致で可決した辞職勧告決議に従わないため、県議会は、政治倫理審査会が勧告の受け入れと辞職まで本会議や委員会への出席を自粛するよう求める審査結果を出した。2003年（平成15年）11月に、飲酒運転で懲戒免職処分となった熊本県の教師は処分撤回を求めた結果、勤務評定がよいなどの理由で処分は不当だという最高裁判決が出た（2007年7月12日 朝日新聞）。2007年（平成19年）5月に、飲酒運転を行っていたことが判明して懲戒免職処分となった兵庫県加西市の職員は、処分の無効を求める訴えを起こした。2009年4月、この訴訟の二審の大阪高等裁判所は「業務と無関係な運転で、運転していた距離も短く、交通事故も起こしておらず、アルコール検知量は道路交通法違反の最低水準であり、懲戒免職処分は過酷で裁量権を逸脱している」とした上で、懲戒免職を取り消す判決を言い渡した。さらに、同年9月に最高裁判所は、同市の上告を棄却し、懲戒免職取り消しが確定した。これを受け同市は、飲酒運転での職員の懲戒処分を、原則懲戒免職から停職以上へと緩和した。
上記の2009年（平成17年）9月最高裁判決を契機に、飲酒運転をした公務員を原則として懲戒免職としていた日本国内の29の自治体のうち、10の府県及び市が、処分の基準の見直しを行うか、もしくは検討していることが判明している。
2010年（平成22年）4月に酒気帯び運転で物損事故を起こしたとして懲戒免職となった京都市立中学校の教頭は、退職手当の全額を不支給としたことが違法に当たるとして、京都地方裁判所に処分の取り消しを求め訴えを起こした。一審は「（元教頭の）永年の功績を全面的に抹消するほどの背信行為とはいえない」として、裁量権の濫用に当たり違法であるとして訴えを認めたが、二審の大阪高等裁判所は「人身事故の危険性もあり、元教頭の行為は極めて悪質」とした上で、「裁量権の濫用ではない」として、原告逆転敗訴の判決を言い渡した。
スポーツ等の大会では、個人やチームメンバーの飲酒運転が発覚すると出場取り消しなどの措置が取られることがある。第72回選抜高等学校野球大会では、福井県にある敦賀気比高等学校の野球部部員が、飲酒及び無免許の運転で自動車事故を起こしたことで、同校は出場辞退に追い込まれた。

#### 運転者以外の者の責任

##### 刑事罰（単独正犯）
飲酒運転は運転者（飲酒運転を下命または容認した運転者の使用者を含む）が道路交通法違反で罰せられるが、2007年9月19日の道路交通法改正施行により、飲酒運転をするおそれのある者に車両を提供した者、並びに酒類を提供した者、及びその者に運送の依頼若しくは要求をしてその車両に同乗した者、これらも個別に処罰対象となった。
これらの行為は、飲酒運転者の犯罪とは独立した提供者・同乗者の単独正犯扱いとなる。運転者の犯罪の共謀共同正犯または従犯と認められる者（指示、下命または容認者）については、その犯罪につき正犯（運転者）に準じて処罰される。
- 車両の提供
  - 酒酔い運転の場合
5年以下の懲役又は100万円以下の罰金
  - 酒気帯び運転の場合
3年以下の懲役又は50万円以下の罰金
- 酒類の提供
  - 酒酔い運転の場合
3年以下の懲役又は50万円以下の罰金
  - 酒気帯び運転の場合
2年以下の懲役又は30万円以下の罰金
- 同乗等
  - 酒酔い運転の場合（酒酔い運転状態であることを認識していた場合に限る）
3年以下の懲役又は50万円以下の罰金
  - 酒気帯び運転の場合および上記以外の場合
2年以下の懲役又は30万円以下の罰金

##### 共同不法行為
刑事事件として処罰の対象となりうるに止まらず、飲酒運転事故の民事責任も、同様に共同不法行為として賠償責任を負うこととなる（民法719条）。
実例として、2001年（平成13年）末、ある男性が、同僚と酒を7時間も飲んでいながら運転を行い、当時19歳だった女子大生を轢死させた事件があり、運転者は危険運転致死罪に問われ懲役7年の判決が言い渡された。ところがその同僚も「運転者と知りながら酒を飲ませた」と賠償責任を問われ、東京地裁が2006年（平成18年）7月28日、その同僚に「注意義務を怠った」と5,800万円の賠償命令を下した判例がある。また、2018年11月には、単なる同乗者2名に対し連帯して6,300万円の損害賠償責任を負うとする裁判上の和解例もある。
このような場合、単なる同乗に起因する損害賠償責任を担保する自動車保険や交通保険等は無いため、個人賠償責任保険等に未加入または保険適用対象外となる場合、同乗者にも深刻な事態を招く。
車両もしくは酒類の提供や同乗等による違反者が運転免許を受けていた場合には、当然に違反行為の行政処分としてその者らの免許も取消や停止などの処分がなされる。なお、飲酒運転者の犯罪の共謀共同正犯または従犯と認められる者については、正犯（運転者）と同等の処分がなされる。道路交通法上の「重大違反唆し等」は、自動車等の運転行為であることと言う要件がない。
結論として、飲酒運転に関わった者は本人でなくとも、飲酒運転（およびそれによる交通事故）の責任を刑事・民事・行政処分の面から問われる。さらに前述の社会的制裁（勤め先からの懲戒解雇処分など）も受ける。組織的に行われていた場合は捜査令状などにより家宅捜索し関係者を任意同行する場合があり、新聞・週刊誌などで報道されることもある。

#### 飲酒運転の厳罰化
飲酒運転とそれによる交通事故は、過失事犯ではなく故意の犯罪類型として認識されている。また、規範意識の欠如の一因としてアルコール依存症が指摘されている（後述）。
都市部と比べ、公共交通機関の整備が不十分な地域の方のが飲酒運転の発生頻度が高い傾向が見られる。そうした地域を中心に、飲酒運転の厳罰化・取り締まり強化とともに運転代行サービスが普及した。
1999年（平成11年）の東名高速飲酒運転事故、翌2000年（平成12年）の小池大橋飲酒運転事故を契機に、飲酒運転に対する社会の問題認識が高まり、2001年（平成13年）に危険運転致死傷罪が制定された。しかし2006年（平成18年）には福岡海の中道大橋飲酒運転事故が発生し、翌2007年（平成19年）に自動車運転過失致死傷罪が新設された。
北海道では、2014年（平成26年）7月13日に小樽市銭函で発生した飲酒運転による死亡ひき逃げ事故を受け、2015年12月から「北海道飲酒運転の根絶に関する条例」が施行されている。同時に7月13日を北海道では「飲酒運転根絶の日」と定めた。北海道警察は2015年に飲酒運転の情報提供サイト「飲酒運転ゼロボックス」を開設し、開設から約3週間で100件以上の情報が寄せられ、酒気帯び運転の検挙にもつながっている。
2021年に発生した八街児童5人死傷事故においては事故を起こした車両が自家用車両（白ナンバー）であったことから、2022年4月に道路交通法施行規則が改正され、白ナンバーの社用車を5台以上、または11人以上の定員の自動車を1台以上持つ事業所に対して安全運転管理者の選任とアルコール検査等が義務付けられた。

#### 運輸業（旅客自動車・航空・鉄道など）
鉄道では国鉄時代の1982年（昭和57年）に、寝台特急「紀伊」の機関士が飲酒による居眠りで機関車付け替えの際に衝突事故を起こし（寝台特急「紀伊」機関車衝突事故）、また1984年（昭和59年）には寝台特急「富士」の機関士が飲酒操縦を行い、徐行区間を失念して脱線事故を起こしている（西明石駅列車脱線事故）。飲酒操縦が原因の事故を相次いで起こしたことは、当時世間から批判されていた国鉄職員のモラルの低さを示すものとされ、国鉄分割民営化を肯定する世論を形成する一因ともなった。
飲酒運転の厳罰化を受けて、運輸業では旅客・貨物を問わず、乗務員の出勤・退勤点呼時に（一部事業者では休憩前後も）呼気アルコール検査を実施する事業者が2000年代に入って増加した。
2002年（平成14年）7月7日にはJRバスの高速バス「中央ライナー」で、ジェイアール東海バスの運転士が飲酒運転により接触事故を起こし、ジェイアール東海バスも過去最大となる長期間の行政処分を受けた。この事故は大きく報道されて問題となり、これを契機にバス事業者においても飲酒運転の撲滅が課題となった。2005年5月には西鉄バス佐賀鳥栖支社で、前日に飲酒したバス運転士に代わり、運行管理者が「替え玉」となってアルコール検査を受けていたことが問題になった。2011年（平成23年）5月1日からは国土交通省令により、旅客自動車・貨物自動車の運輸事業者では点呼時のアルコール検査が義務づけられている。
その他の職業でも、わずかなアルコールが残存し酒気帯び運転に該当するような飲酒を防ぐために検査を実施しているところがある。夜更けに飲酒し、翌朝早くの出勤などで運転するような場合、酒気帯び運転となる恐れがある。具体的な時間は飲酒量や体質によるので一概に言えないが、例えば航空機の操縦では、日本では操縦の8時間前は飲酒をしないよう通達されている。
2018年（平成30年）には日本航空や全日空をはじめとする航空各社にて、パイロットが飲酒検査に引っかかり交代のため運行遅延が発生し、日本航空の副操縦士が飲酒状態で乗務しようとしイギリス当局に逮捕される事件が起きた。これを受けて国土交通省は飲酒操縦の検査体制に関し、関係各社の事務所などに立ち入り検査を行った。

#### 食品、医療
アルコール飲料以外にも、酒類を用いた洋菓子や奈良漬の他、ノンアルコールビールや甘酒などを飲食した場合、体質や摂取量によっては飲酒運転になる可能性がある。
ノンアルコールビールとよばれているものでも、「アルコール分0.00%」と表示されているもの以外は一般に0.01%から0.99%程度の微量のアルコールを含有する場合があり、また「アルコール分0%」であっても同様に含有する場合がある。
また、栄養ドリンクにもアルコールが含まれるものがあり、アルコール分が高いものでは3%程度の商品も市販されている。「アルコール分0.00%」以外のノンアルコールビール等の多量摂取や、一部の洗口液に含まれるアルコールの影響で、使用や飲酒直後に飲酒検査を受けると、基準以上のアルコール濃度が検出される可能性もある。
交通事故により病院に搬送された場合、採血試料がエタノール検査に供されることがある。日本の医療機関では皮膚消毒にエタノールを含む消毒薬を用いることが多く、採血部位の皮膚消毒に用いたエタノールが採血試料に混入し、誤って飲酒運転と判定される可能性が指摘されている。
なお、飲酒検知は当然ながら「なにを摂取したか」ではなく「数値が幾つか」が判断基準とされる。そのため「飲酒を疑われたらアルコールが入った食品を摂取したと説明すれば不問になる」と言うことはない。ただし通常の摂取量で、特定の体質でなければ、アルコールを微量含む食品を食べても、基準値に達しないことが調査により判明している。

#### ハード面での対策
エンジンをかける前に、アルコール呼気検査をクリアしないとエンジンがかからない（インターロック）という装置があり、スウェーデンなどでは使用義務化が推進されている。日本においても、日産自動車から飲酒運転防止のコンセプトカーが開発されるなど、ハード面からの対策案が進められつつある。

## アルコール依存症
常習的に飲酒運転を繰り返す運転者が存在し、その規範意識の欠如の一因としてアルコール依存症が指摘されている。アルコール依存症は自らの意思で飲酒行動をコントロールできなくなり、強迫的に飲酒行為を繰り返す精神疾患である。精神疾患として酩酊し、その結果自己抑制を失い、その状態で自動車などを運転する状況は著しく重大な結果を招く。

## 諸外国の飲酒運転禁止法
飲酒運転に関する法律は、国によって異なる。差異としては、犯罪に問われるまでの血中アルコール濃度の許容限界値が挙げられる。

### 北米
全米50州で運転者の血中アルコール濃度が0.08％を越えると飲酒運転(DUI：Driving Under the Influence、DWI：Driving While Intoxicated若しくはDriving While Impaired、OWI：Operating While Impaired)の摘発対象となり、21歳未満の者については飲酒自体が禁止されているため、血中アルコール濃度が0.08％を越えなくても、摘発対象となる（いわゆる「ゼロ・トレランス方式」）。

### ヨーロッパ
デンマークでは2015年に大ベルト海峡で不審な動きをしていた貨物船を発見した海軍の艦艇が兵士を送ったところ、ロシア人の船長が泥酔状態だったことが発覚し拘束される事件が起きている。
ポーランドのパイェンチュノでは、町内の道路を戦車のT-55で暴走した男が飲酒運転の容疑で逮捕される事件が2019年6月13日に発生した。
ラトビアでは飲酒運転が社会問題となっているため、2022年11月に改訂された法律により、血液中のアルコール濃度が0.15%以上ある状態で車を運転した者は自動車を没収されることとなったが、12月時点で保管場所に困るほどの車両が没収されている。没収された車両は歳入庁の所有となるため、ロシアによるウクライナ侵攻に際して、支援物資としてウクライナへ寄付された。

### 中南米
トリニダード・トバゴやドミニカ国でも飲酒運転を行う者が多く、飲酒運転による交通事故が多発している。

### 韓国
大韓民国（韓国）では、血中アルコール濃度数値が0.03%以上の状態で運転すると違法となる。0.08%以上であれば被害額、移動距離、前科などを総合的に判断し懲役が罰金刑が科される。なお電動キックボードなどサドルが無い電動の低速移動機器は「パーソナルモビリティ(퍼스널모빌리티)」に区分され、刑事罰の対象とならず行政処分となる。 
警察は事前通知なしに飲酒検問所を運営する場合が多く、飲酒測定を拒否すると刑事犯罪となる。飲酒運転は、運転免許停止または欠格事由に該当する。 
しかし致死事故の場合、韓国の飲酒運転致死事件の量刑基準は最大懲役8~10年だが、実際に韓国の裁判所で下す判決は懲役3年であることが多い。甚だしい飲酒運転の再犯者にも、最低刑量である懲役3年を宣告する場合が一般的で、韓国国内ではこれに対する批判が多い。このため、韓国が世界で最も飲酒運転事故被害の危険性が高いという指摘もある。
兵役期間中の場合、身柄を拘束すると服務が中断されるため、男女で扱いが異なる。

### 中国
中華人民共和国では経済発展と共に自動車の使用数も増加し、2011年まで自動車事故死者数が10年続けて世界一の交通事故大国であった。2009年には、杭州、南京市等で飲酒運転による交通事故が頻発、飲酒運転による事故の増加と交通マナーの悪さも相まって、市民の中から飲酒運転の罰則の強化を求める声が高まり、それを受けて2011年5月に施行された「刑法改正」に「危険運転行為」の項目が追加された。
中国での飲酒運転は、飲酒駕車（酒気帯び運転）と酔酒駕車（酒酔い運転）の2つに大別されるが、酒気帯び運転の再犯の場合は拘留（10日以下）と罰金（1,000～2,000元）、さらに運転免許取消といった、同国としては厳しい罰則になった。また酒酔い運転についても、「危険運転行為」の中で初犯、再犯に関わらず「酒酔い運転およびスピード出し過ぎ運転は極めて悪質な行為であり、拘留・罰金処分を課す」と定めており、飲酒運転の罰則が「行政処分」から「刑事罰」に改定された。刑罰が厳格化された2011年5月以降の酒酔い運転の検挙件数は、その前2年間との比較で4割減少している。
飲酒運転で複数の相手を死亡させる、事故現場から逃走するいった悪質事例では、危険な方法で公共の安全を害する罪で、無期懲役あるいは死刑になる可能性がある。

### 台湾
台湾では、飲酒運転による死亡事件が相次いでいることから日本の連座制にならった酒駕罰則強化が2019年7月1日から実施された。

### オセアニア
オーストラリアでは、血液中のアルコール濃度が0.05%以上ある状態で車を運転することが禁止されている。ただし、オーストラリアでは上位概念で自動車が定義されて無く、ピクニックテーブルにエンジンを取り付けた「エンジン付き移動式ピクニックテーブル」などの飲酒運転を取り締まる事ができずに、地元警察は「危険だから」という理由で行わないで欲しいと見解を出しているなお、日本では一般的に車台を原動機などで駆動する物を自動車としており、ピクニックテーブルに原動機を付けたものも自動車とされる。